# Franz Kießling (Architekt)
Franz Kießling (* 8. März 1925 in Regensburg; † 24. August 2013 in Starnberg) war ein deutscher Architekt.

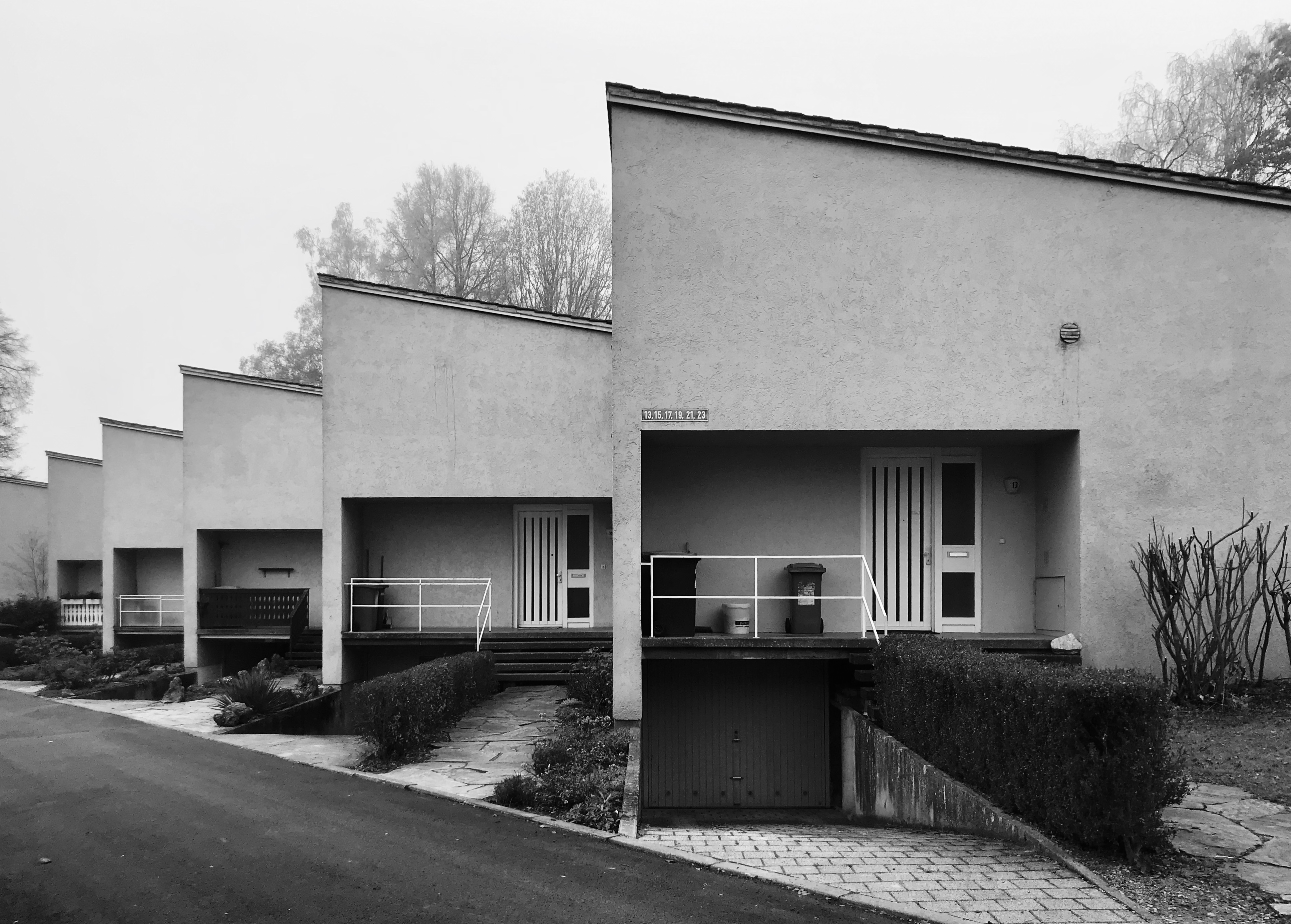
Reihenhäuser, Neuburg an der Donau

## Werdegang
Gegen Ende von Kießlings Schulzeit begann der Zweite Weltkrieg, der ihn an die Ostfront führte. Wohlbehalten zurückgekehrt, begann er ein Architekturstudium an der Technischen Hochschule München. Nach dem Diplom 1949 arbeitete er zwischen 1951 und 1957 wissenschaftlicher Assistent am Lehrstuhl von Hans Döllgast. Im Rahmen dieser Tätigkeit lernte er Maria Walburga Lehermeier (1920–2013), kennen, die er 1950 heiratete. Ab 1957 führte Franz Kießling mit ihr ein Architekturbüro. Er war Mitglied im Bund Deutscher Architekten.

## Bauten

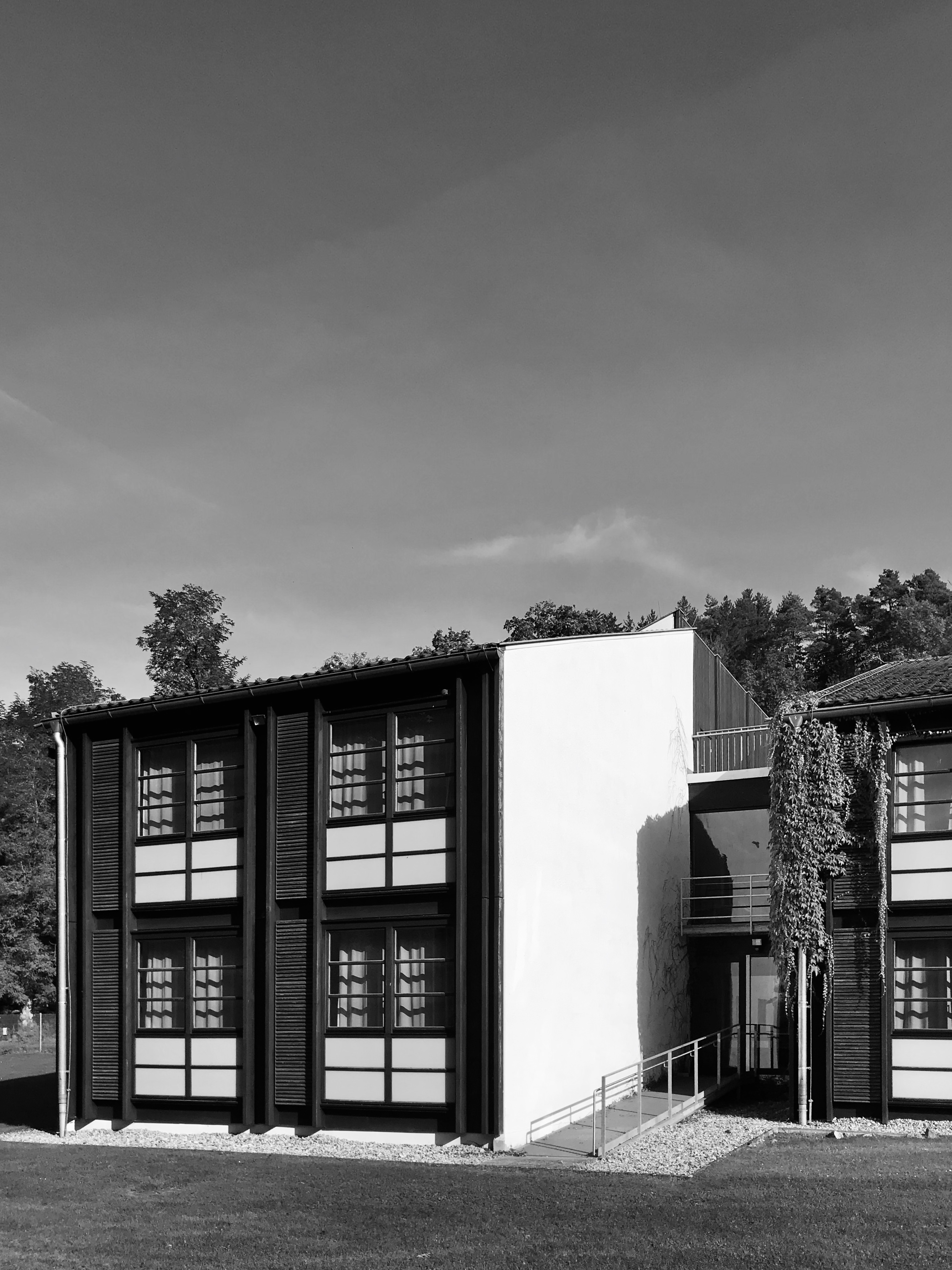
Schülerheim Schloss Pfünz

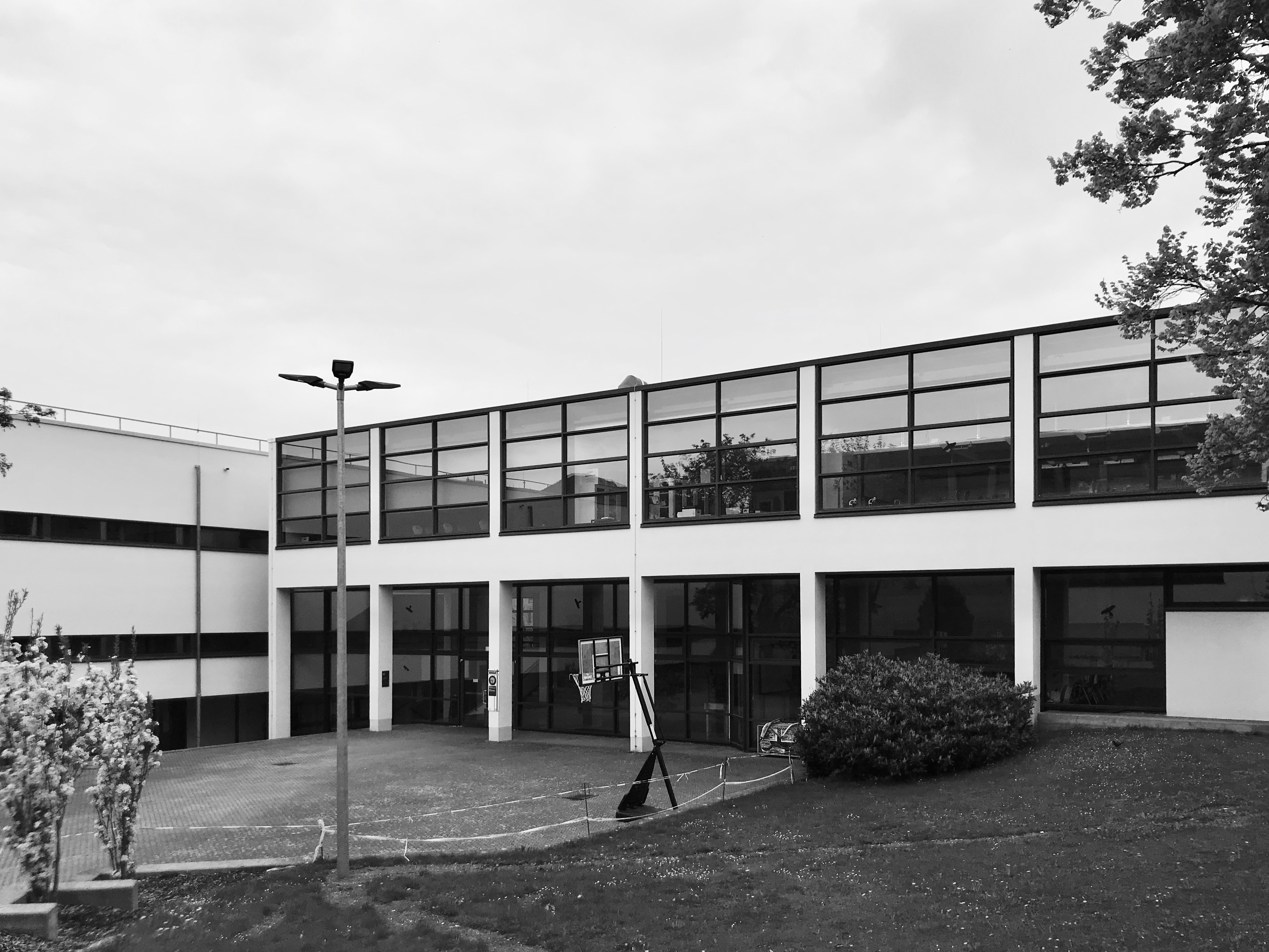
Klosterschule Rebdorf

- 1959–1960: Wohnsiedlung, Neuburg an der Donau[3]
- 1959–1963: Restaurierung Kloster und Kirche Rebdorf
- 1962–1963: Rinderstall, Lichtenberg bei Landsberg am Lech[4]
- 1963–1965: St. Josef, Sachsen bei Ansbach
- 1966: Bullenstall, München-Lochhausen
- 1965–1967: Schwesternwohnheim St. Labouré, Unterhaching
- 1964–1969: Studienseminar St. Wolfgang, Regensburg
- 1968–1974: Institut für Biologie der Ludwig-Maximilians-Universität München, München mit Werner Eichberg[5]
- 1975: Umbau des Hauses des Gastes, Beilngries
- 1977: Erweiterung der Klosterschule, Rebdorf
- 1976–1979: St. Josef, Burglengenfeld mit Künstlern Hermann Jünger, Blasius Gerg, Otto Baumann, Josef Oberberger und Heribert Krotter
- 1979–1982: Schwesternwohnheim St. Michael, Berg am Laim
- 1982: Schülerheim auf Schloss Pfünz
- 1989: Kapelle auf Schloss Pfünz mit Lichtplaner Walter Bamberger[6]
- 1999: Neugestaltung des Außenbereichs der Kirche St. Nikolaus und Maria, Dachau
- 2003: Pfarrheim bei der Kirche St. Lantpert, München
- o. J.: Gut Birkeneck
- o. J.: Haus Kiessling, Starnberg

Franz Kießlings Bauten wurden von Sigrid Neubert fotografisch dokumentiert.

## Preise und Ehrungen
- 1967: BDA-Preis Bayern für Gut Lichtenberg, Landsberg
- 1969: BDA-Preis Bayern für Studienseminar St. Wolfgang, Regensburg
- 1981: Anerkennung – Deutscher Architekturpreis für Schwesternwohnheim St. Michael, Berg am Laim[7]
- 1982: Jahrespreis des BDA für St. Josef, Burglengenfeld
- 1983: Preis Denkmalschutz und Neues Bauen für Schwesternwohnheim St. Michael, Berg am Laim
- 1983: Lobende Erwähnung – Deutscher Holzbaupreis für St. Josef, Burglengenfeld
- 1983: Anerkennung – Deutscher Architekturpreis für St. Josef, Burglengenfeld
- 1984: Anerkennung – Mies van der Rohe Preis für St. Josef, Burglengenfeld
- 2003: Gestaltungspreis der Stadt Dachau für Neugestaltung Außenbereich St. Nikolaus und Maria, Dachau[8]

## Ehemalige Mitarbeiter
- Roswitha Then Bergh

## Bücher
- Franz Kießling und Hans Döllgast (Hrsg.): Journal retour.